# Lacul Brienz
Lacul Brienz (germană: Brienzer See, lacul de la Brienz, pronunție  [brinț]) este un lac tipic de la marginea munților Alpi, situat în cantonul Berna, Elveția. Numele provine de la satul Brienz. Malurile abrupte se continuă și sub apă. Alimentarea lacului este realizată de un bazin de colectare de 1.127 km² prin o serie de pâraie care formează cascade (de ex. pârâul Giessbach) și de râurile Lütschine și Aare; acesta din urmă traversează lacul și curge mai departe. Lacul are o lungime de 14 km și lățimea de 2,8 km, având un volum de apă de 5,2 km³. Singura insulă din lac, „Schneckeninsel” (Insula Melcilor), se află la 250 de m de localitatea Iseltwald de pe malul lacului. Pe insulă se află o capelă. Lacul Brienz este unul dintre lacurile cele mai curate din Elveția, furnizând anual peste 10 tone de pește. In prezent se fac lucrări de scoatere a muniției scufundate în lac de armata elvețiană după terminarea celui de-al Doilea Război Mondial.